# ليت إل-410 تربوليت
ليت إل-410 تربوليت (بالإنجليزية: Let L-410 Turbolet)‏ هي طائرة خطوط جوية إقليمية أنتجت في 1971 بالتشيك. تستخدم بشكل أساسي من قبل إيروفلوت. كان أول طيران لها في 16 أبريل 1969. دخلت الخدمة في 1970، ومازالت في الخدمة حتى الآن. صنع منها 1,138 طائرة.

## المستخدمون

### استخدام مدني
- تشيكوسلوفاكيا
- الإتحاد السوفيتي
- المجر

### استخدام عسكري
- تشيكوسلوفاكيا
- التشيك
- بلغاريا
- كولومبيا
- جيبوتي
- انمانيا
- المجر
- اندونيسيا
- ليبيا

القوات الجوية الليبية
- روسيا

القوات الجوية الروسية
- تونس

القوات الجوية التونسية تملك 5 منها بالخدمة
- الاتحاد السوفيتي

القوات الجوية السوفيتية